# Utopolis Kirchberg
El Kinepolis Kirchberg es un complejo de cines en la ciudad de Luxemburgo, en el sur de Luxemburgo, propiedad y operado por el Grupo Utopía. Se encuentra ubicado en la Avenida John Fitzgerald Kennedy en el barrio de Kirchberg, en el noreste de la ciudad. Con una capacidad total de 2.693 espectadores, repartidos en diez pantallas, es el cine más grande del país, y fue inaugurado en diciembre de 1996.